# Tseax Cone
Il Tseax Cone (/ˈsiːæks/), chiamato anche River Tseax Cone o vulcano Aiyansh, è un cono di scorie di recente formazione e attivo associata ai Nass Ranges e alla provincia vulcanica della Cordigliera settentrionale. Si trova nel Canada occidentale, in particolare all'interno della provincia della Columbia Britannica, a est di Crater Creek allo sbocco del lago Melita, a sud-est di Gitlakdamix e a 60 km a nord di Terrace.
Il vulcano si trova in una valle a est del fiume Tseax, a circa 20 chilometri a sud della confluenza di quest'ultimo con il più grande Nass. Il Tseax Cone è uno dei centri vulcanici più facilmente raggiungibili della Columbia Britannica.

## Geologia

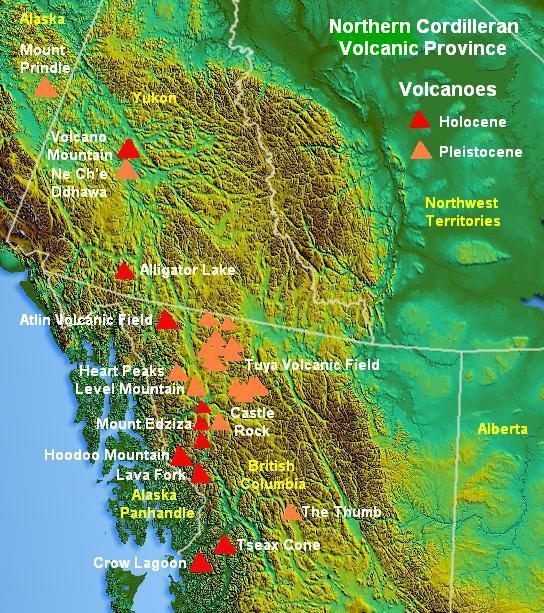
Mappa della provincia vulcanica della Cordigliera settentrionale a cui appartiene il Tseax Cone.

Il Cono Tseax si trova nella parte meridionale della Provincia Vulcanica della Cordigliera Settentrionale, una delle tante suddivisioni dell'Anello di Fuoco circumpacifico. Si tratta di uno dei vulcani ad aver eruttato più di recente nel territorio dell'odierno Canada. È stato attivo almeno due volte nell'ultimo millennio, e nell'area esistono altri resti di colate laviche. Alla base ha un diametro di circa 290 metri, e poggia sui resti di un precedente cono largo 490. La struttura è costituita da bombe vulcaniche e ceneri con un cratere sulla sommità, dove un lago di lava ribollente si formò e traboccò in un periodo compreso fra la fine del XVII e la fine del XVIII secolo.
Il vulcanismo del Tseax Cone è causato da una spaccatura della crosta terrestre, dove due parti della placca nordamericana si stanno rompendo. Tale rift è il risultato dello scorrimento della placca del Pacifico verso nord lungo la faglia trasforme di Queen Charlotte, in movimento verso la fossa delle Aleutine.
La lava emessa nelle eruzioni del Tseax Cone è poco viscosa. Le sue lave sono infatti costituite da basalto, una roccia vulcanica estrusiva con un colore che va dal grigio al nero o al marrone scuro, con un basso contenuto di silice (la lava è mafica), e che di solito è a grana fine a causa del rapido raffreddamento della lava sulla superficie. Presso il vulcano si possono trovare dei pāhoehoe, caratterizzati da una superficie liscia, ondulata, ondulata o a corda. Un flusso di lava pāhoehoe avanza tipicamente come una serie di piccole dita che fuoriescono continuamente da una crosta raffreddata. Forma anche tunnel di lava dove la perdita di calore ridotta permette di mantenere una bassa viscosità. Tuttavia, presso il vulcano è presente anche lava basaltica caratterizzata da una superficie ruvida o pietrosa chiamata ʻaʻā . La superficie ruvida ricopre un nucleo denso e massiccio, che è la parte più attiva del flusso. Mentre la lava pastosa nel nucleo viaggia verso il basso, le componenti più ruvide vengono trasportate in superficie.

## Eruzione del XVII-XVIII secolo

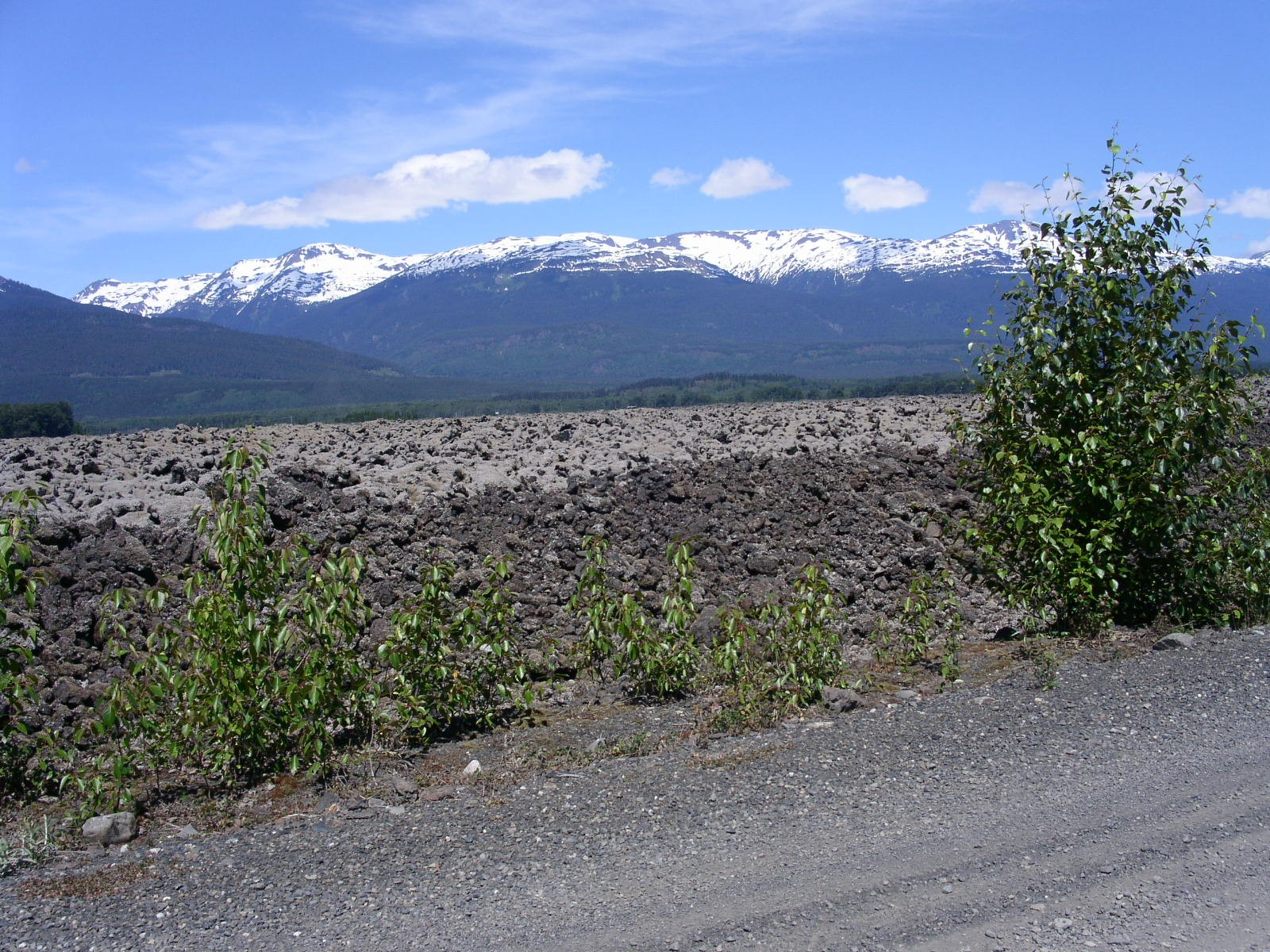
Nisga'a Memorial Lava Beds Provincial Park

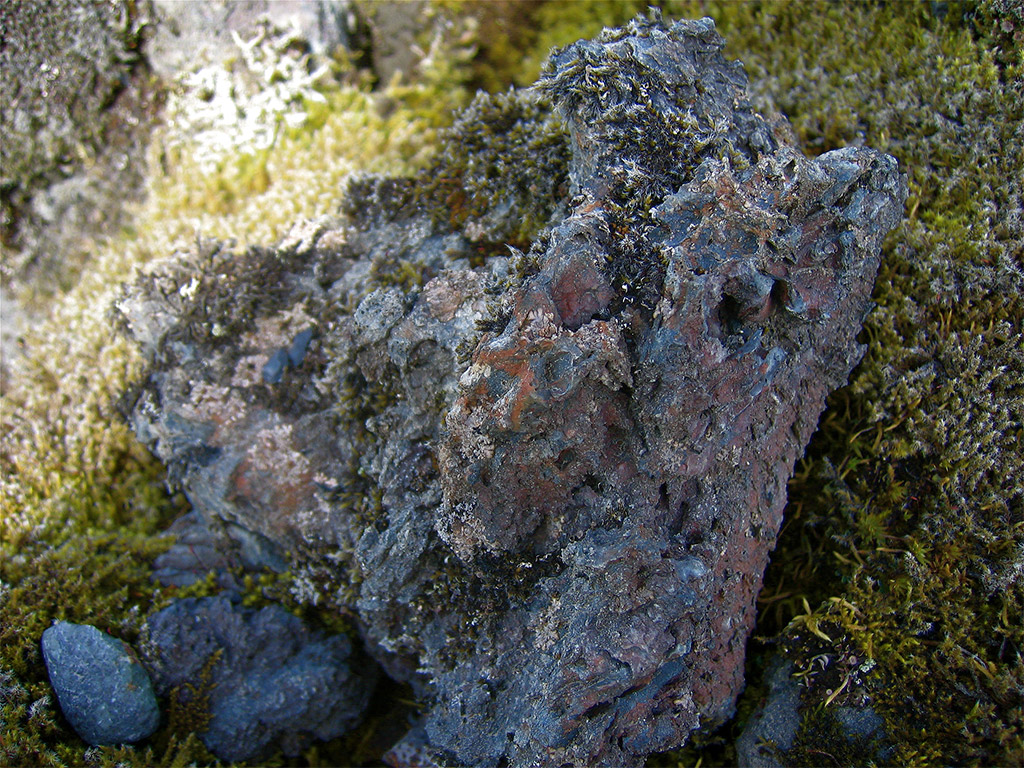
Una roccia vulcanica eruttata dal Tseax Cone.

Il Tseax Cone fu la fonte di una grande colata lavica avvenuta, secondo alcune fonti, tra il 1668 e il 1714, e secondo altre alla fine del XVIII secolo, che arrivò al fiume Tseax, sbarrandolo e formando il Lava Lake. La colata percorse poi ulteriori 11 km in direzione nord fino al fiume Nass, dove riempì il fondovalle pianeggiante per ulteriori 10 km, rendendo l'intera colata lavica lunga circa 22 km.
La valle del fiume Nass contiene in gran numero calchi di alberi e tunnel di lava. I calchi degli alberi si sono formati quando la colata di lava calda bruciò i tronchi degli alberi, lasciando dei buchi nella roccia che si stava ormai solidificando. I tunnel di lava si sono formati quando la lava basaltica calda poco viscosa ha viaggiato sotto la superficie più fredda e ormai solidificata, che alla fine è defluita e ha lasciato la crosta come pareti dei tunnel.
Le leggende del popolo Nisga'a raccontano di un prolungato periodo di devastazione causata dal vulcano, inclusa la distruzione di due loro villaggi. Molte persone scavarono fosse per cercare di ripararsi, ma si stima circa 2.000 Nisga'a morirono a causa dei gas vulcanici (molto probabilmente per asfissia da anidride carbonica). La vicenda della distruzione dei villaggi Nisga'a costituisce ancora oggi il peggior disastro di natura geofisica mai avvenuto nell'odierno Canada.
I letti di lava, che raggiungono i 12 metri di spessore in alcuni punti, costituiscono quindi la tomba di queste persone. Si tratta dell'unica eruzione vulcanica in Canada i cui resoconti orali da parte delle Prime Nazioni sono stati verificati. La colata lavica continua a trovarsi vicino ai moderni villaggi dei Nisga'a, come Gitlaxt'aamiks.
È stato suggerito anche una correlazione fra l'eruzione del Tseax Cone e il terremoto della Cascadia del 26 gennaio 1700, che fu il terremoto più potente avvenuto degli ultimi 1000 nel territorio canadese, e in generale uno fra i più potenti al mondo negli ultimi secoli, tale da generare un maremoto in grado di colpire il Giappone.
Prima dell'eruzione del XVIII secolo, il Tseax Cone aveva eruttato intorno al 1330.

## Rischio di future eruzioni
Attualmente, il vulcano giace quiescente all'interno del Nisga'a Memorial Lava Beds Provincial Park. I gas attualmente emessi dal vulcano costituiscono la prova che il vulcano è ancora attivo, e potenzialmente pericoloso. Segni di agitazione come attività sismica e aumento dell'emissione di gas precederanno quasi sicuramente qualsiasi futura attività eruttiva del Tseax Cone.
Se il cono Tseax dovesse eruttare, i suoi effetti si farebbero probabilmente sentire in un'ampia regione dell'interno della British Columbia. Potrebbe esserci il rischio di una ripetizione del disastro causato dai gas velenosi accaduto al popolo Nisga'a durante l'ultima eruzione. Se i flussi di lava fossero abbastanza voluminosi, potrebbero innescare grandi incendi boschivi e sbarrare i fiumi locali, paralizzando l'ecosistema locale. Ciò avrebbe conseguenze disastrose a breve termine per l'importante industria della pesca del salmone incentrata attorno al fiume Nass.